# Slag bij Hamel
De Slag bij Hamel was een geallieerd offensief van de Australian Imperial Force op Duitse stellingen bij de door Duitsers gecontroleerde stad Le Hamel bij de Somme tijdens de Eerste Wereldoorlog.

## Achtergrond
De Lenteoffensieven hadden de Duitsers een zodanige voortgang opgeleverd, dat ze bij de poorten van het vitale spoorwegknooppunt Amiens stonden. De interventie van de Australische troepen riep de Duitse opmars een halt toe en bood de geallieerden even de kans om hun troepen te reorganiseren voor het Honderddagenoffensief.
Deze aanval werd geleid door luitenant-generaal John Monash. Dit was niet van grote strategische waarde, maar wel van tactische waarde, aangezien er afgezien werd van de traditionele tactieken van frontaal aanvallen, die zeer duur waren qua mensenlevens.

## Een militaire innovatie
De zorgvuldige planning van de slag, de goede training van de troepen en de informatie over hun doelen, droegen in belangrijke mate bij aan het succes van deze aanval.
Onder deze tactieken behoorden luchtlandingstroepen, de betere communicatie en samenwerking tussen artillerie en infanterie en het grootschalig gebruik van gepantserde troepen. Zo werden de tanks ook gebruikt als barrage: de artillerie verlegt langzaam zijn vuur naar voren en blijft met andere woorden de infanterie ondersteunen. Eerder had deze tactiek, tijdens het Nivelle-offensief bijvoorbeeld, zijn nut niet bewezen: op sommige punten volgde de artillerie te traag en kwam de infanterie in eigen vuur terecht, ofwel ging de artillerie te snel waardoor de infanterie geen ondersteuning meer kreeg. De tanks zouden gebruikt worden om vlak na de beschieting al op de loopgraven af te stormen, zodat de Duitsers geen kans zouden krijgen om uit hun schuilplaatsen te komen. Daarachter zou de infanterie komen, die het verdere werk opknapte. Ook werden deze gepantserde bakbeesten gebruikt voor het leveren van voedsel, munitie en reservetroepen aan eenheden in de voorhoede. Monash weigerde de infanterie op te offeren tijdens onbeschermde aanvallen, vandaar dus de wens om deze de maximale bescherming te bieden.
Twee regimenten, het 131ste en het 132ste van de 66 Infanteriebrigade, onderdeel van de 33ste Amerikaanse Infanteriedivisie (in totaal ongeveer 2.000 man) namen ook deel aan deze slag, weliswaar onder Australisch bevel.

## Het verloop

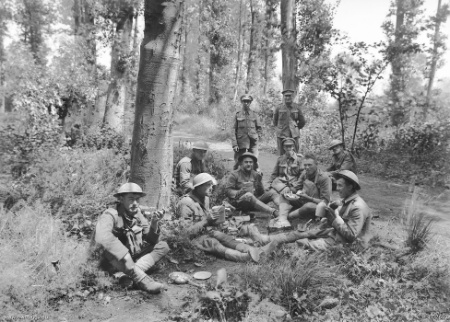
Geallieerde troepen lunchen in een bos nabij Corbie, de dag voor de aanval

De aanval was zonder meer een succes; in 92 minuten werden alle doelstellingen bereikt, wat zeer weinig is in vergelijking met de aanvallen tijdens de eerste oorlogsjaren, waar sommige slagen meerdere maanden duurden (onder andere Verdun, de Somme en Passendale). In totaal bedroeg het totale aantal Australische slachtoffers 1.062 man (waaronder 800 doden), waarbij nog 176 Amerikaanse slachtoffers moeten worden bijgevoegd (waaronder bijna 100 sterfgevallen). De Duitsers leden een verlies van 2.000 man, waaronder 1.600 van hen gevangen werden genomen samen met een groot aantal van de artillerie.
Hoewel dit een secundaire aanval was, had ze grote gevolgen. Deze winnende strategie werd later toegepast tijdens de slag bij Amiens. Door het succes van deze slag begonnen de Duitsers zich op grote schaal terug te trekken uit de gebieden die zij de laatste maanden veroverd hadden.